# Kuusisaari (ö i Lappland, Norra Lappland, lat 68,68, long 27,59)
Kuusisaari är en halvö i älven Ivalojoki i Finland. Den ligger i kommunen Enare  i den ekonomiska regionen Norra Lappland och landskapet Lappland, i den norra delen av landet, 1 000 km norr om huvudstaden Helsingfors.